# Sky Force
Sky Force es una serie de videojuegos de disparos de desplazamiento creada por el estudio desarrollador polaco Infinite Dreams Inc. La jugabilidad se asemeja a la serie de 19XX de Capcom y la serie Raiden de Seibu Kaihatsu, contando con un sistema de mejora de armamentos y una gran variedad de jefes.
El Sky Force original encarga al jugador luchar contra el malvado general Mantis, quien busca sembrar el caos en el mundo en su búho nocturno. El jugador deberá vencer varias naves, aviones, helicópteros y tanques.
En la secuela, Sky Force Reloaded, los jugadores deberán enfrentarse a la hija del general vencido, Scarlett Mantis. Ella busca venganza por la destrucción de su padre. También cuenta con una flota de vehículos, más helicópteros, aviones y tanques. Muchos de estos se parecen a los de su padre.
En la mayoría de los niveles de Sky Force, se deberá disparar a los aviones, helicópteros, tanques, torretas láser y más.

## Sky Force (2004)
El primer título en la serie en ser lanzado para Symbian y Pocket PC en 2004, y fue porteado a Palm webOS (2005), iOS (2009) y Android (2010). El primer juego en la serie fue hecho enteramente en sprites 2D.

### Recepción
El juego recibió una calificación casi perfecta de IGN, dándole una puntuación de 9,5 de 10.

## Sky Force Reloaded (2006)
El segundo título lanzado inicialmente para Symbian, Pocket PC y Palm webOS en 2006, y lanzado posteriormente para iOS (2009), Android (2010) y PSP (2011). La versión de PSP de Sky Force Reloaded fue titulada simplemente Sky Force. El estilo de gráficos 2D del primer título fue combinado con algunos objetos 3D poligonales, como torres destructibles. Ha recibido un remake para móvil (Android) en 2016, versiones para PC, PlayStation 4 y Xbox One en 2017, y también una versión para Nintendo Switch en 2018. Una versión para los autos Tesla fue lanzada en 2021.

### Recepción
La versión de PSP del juego ha recibido un puntaje de 69 de 100, según 6 reseñas del sitio web agregador de reseñas Metacritic.

## Sky Force (2014)
La tercera parte de la serie fue lanzada en 2014 tanto para iOS como Android como un videojuego gratuito. En esta ocasión, los gráficos 2D de los primeros dos títulos fueron reemplazados completamente por gráficos poligonales 3D.

### Recepción
La versión de iOS del juego ha recibido un mejor puntaje de 83 de 100, según 8 reseñas del sitio web agregador de reseñas Metacritic.

## Sky Force Anniversary
Este título es la versión de Windows de Sky Force 2014, y fue lanzado en Steam en 2015, Android TV y Apple TV 4 en 2016. Fue lanzado en PlayStation 3, PlayStation 4 y PlayStation Vita a través de PlayStation Network en verano del 2016. Esta versión no es gratuita y dispone de un nuevo sistema de mejoras. También se encuentra disponible para la Wii U en la Nintendo eShop.

### Recepción
El juego recibió una mejor reseña de Hardcore Gamer, dándole una puntuación de 4 de 5.